# Michael Hund
Michael Hund (* 1946 in Karlsruhe) ist ein deutscher Jurist und war von 2007 bis 2011 Vizepräsident des Bundesverwaltungsgerichtes.

## Leben
Hund ist Absolvent der katholischen Heimschule Lender. Nach Abschluss der juristischen Ausbildung an der Universität Heidelberg mit dem Zweiten Staatsexamen im Dezember 1973 war er zunächst dort wissenschaftlich tätig. Im Mai 1977 wurde er bei der Landesanwaltschaft des Landes Baden-Württemberg zum Regierungsassessor ernannt und zunächst der Landesanwaltschaft beim Verwaltungsgerichtshof Baden-Württembergs zugewiesen. Im September 1978 wurde er zum Landesanwalt ernannt. Im Dezember des Jahres 1978 wurde er dann für ein Jahr zum Richter kraft Auftrags beim Verwaltungsgericht Karlsruhe und im Dezember 1979 zum Richter am Verwaltungsgericht ernannt. Er wurde von August 1982 bis Oktober 1985 als wissenschaftlicher Mitarbeiter zum Bundesverfassungsgericht und anschließend für ein Jahr an den Verwaltungsgerichtshof Baden-Württemberg abgeordnet. 1989 wurde er Richter am Verwaltungsgerichtshof. Im Juli 1992 kehrte er als Vorsitzender Richter an das Verwaltungsgericht Karlsruhe zurück. Michael Hund wurde im Oktober 1993 zum Richter am Bundesverwaltungsgericht ernannt.
Er gehörte zunächst dem 9. Revisionssenat an und hatte sich dort mit Fällen aus den Bereichen des Asylrechts, des Bundesvertriebenengesetzes des Heimkehrer- und Kriegsgefangenenentschädigungsrechtes zu befassen. Im Oktober 2000 wechselte er in den für Ausländerrecht, Asylrecht und bis 2004 für das Staatsangehörigkeitsrecht zuständigen 1. Revisionssenat des Bundesverwaltungsgerichtes. Mit Wirkung vom 8. Januar 2007 wurde er dann zum Vorsitzenden des 5. Revisionssenates, der sich mit Fürsorgerecht einschließlich des Asylbewerberleistungsrechts, das Schwerbehinderten-, Mutterschutz-, Jugendhilfe-, das Jugendschutz- und das Ausbildungsförderungsrecht, das Staatsangehörigkeitsrecht, das Wohnungsrecht sowie das Recht der Vertriebenen und das Ausgleichsleistungs- und das Entschädigungsrecht befasst. Im Mai 2007 rückte die bisherige Vizepräsidentin des Gerichtes, Marion Eckertz-Höfer, zur Präsidentin des Gerichtes auf, Michael Hund folgte ihr in der Position des Vizepräsidenten.
Von 1990 bis 2007 war Hund außerdem stellvertretender Richter am Staatsgerichtshof für das Land Baden-Württemberg. Ab 2007 war er Vizepräsident des Verfassungsgerichtshofes des Landes Berlin.
Neben seiner Berufstätigkeit war Hund langjährig Vorstandsmitglied und zeitweise Vorsitzender des Bundes Deutscher Verwaltungsrichter und Verwaltungsrichterinnen sowie des Deutschen Verwaltungsgerichtstages.
Ende Oktober 2011 trat Hund in den Ruhestand.
Das von ihm, Winfried Kluth und Hans-Georg Maaßen herausgegebene Buch zum Zuwanderungsrecht wurde als an praktischen Abläufen und Zusammenhängen im Zuwanderungsrecht orientiertes Werk bezeichnet, das die Lücke zwischen der Kommentar- und Lehrbuchliteratur schließen solle.

## Veröffentlichungen
- Michael Hund/Winfried Kluth/Hans-Georg Maaßen (Hrsg.): Zuwanderungsrecht – Allgemeines Zuwanderungs- und Aufenthaltsrecht; Aufenthaltsrecht nach europäischem Recht, Nomos Verlag, Baden-Baden 2008, ISBN 978-3-8329-2301-3.